# Bandar Magodang
Bandar Magodang is een bestuurslaag in het regentschap Serdang Bedagai van de provincie Noord-Sumatra, Indonesië. Bandar Magodang telt 324 inwoners (volkstelling 2010).